# Kortala
Kortala è un comune dell'Azerbaigian situato nel distretto di Balakən. Conta una popolazione di 2 996 abitanti.